# ElektroG
ElektroG (niem. Elektro- und Elektronikgerätegesetz) – niemiecki system postępowania ze złomem elektrycznym i elektronicznym oparty na unijnej dyrektywie WEEE (ang. Waste Electrical and Electronic Equipment). Celem systemu ElektroG jest zapewnienie, że zużyty sprzęt elektryczny i elektroniczny nie będzie usuwany z gospodarstw domowych jako zwykły odpad, ale będzie oddzielnie odbierany i poddawany recyklingowi. Dzięki dokładnej kontroli gospodarki elektroodpadami cenne surowce mogą być odzyskiwane z odpadów i ponownie wykorzystywane, a negatywne dla środowiska i zdrowia ludzkiego skutki gospodarki elektroodpadami mają być znacząco zmniejszone. 
W systemie ElektroG obowiązek rejestracji mają firmy wprowadzające sprzęt elektroniczny i elektryczny na teren Niemiec. Dotyczy to zarówno producentów, jak i dystrybutorów, którzy po raz pierwszy wprowadzają dany sprzęt na teren Niemiec. System obejmuje wszelkie urządzenia elektryczne i elektroniczne, także te na baterie. Udział w systemie ElektroG jest płatny.